# Bosc Tort

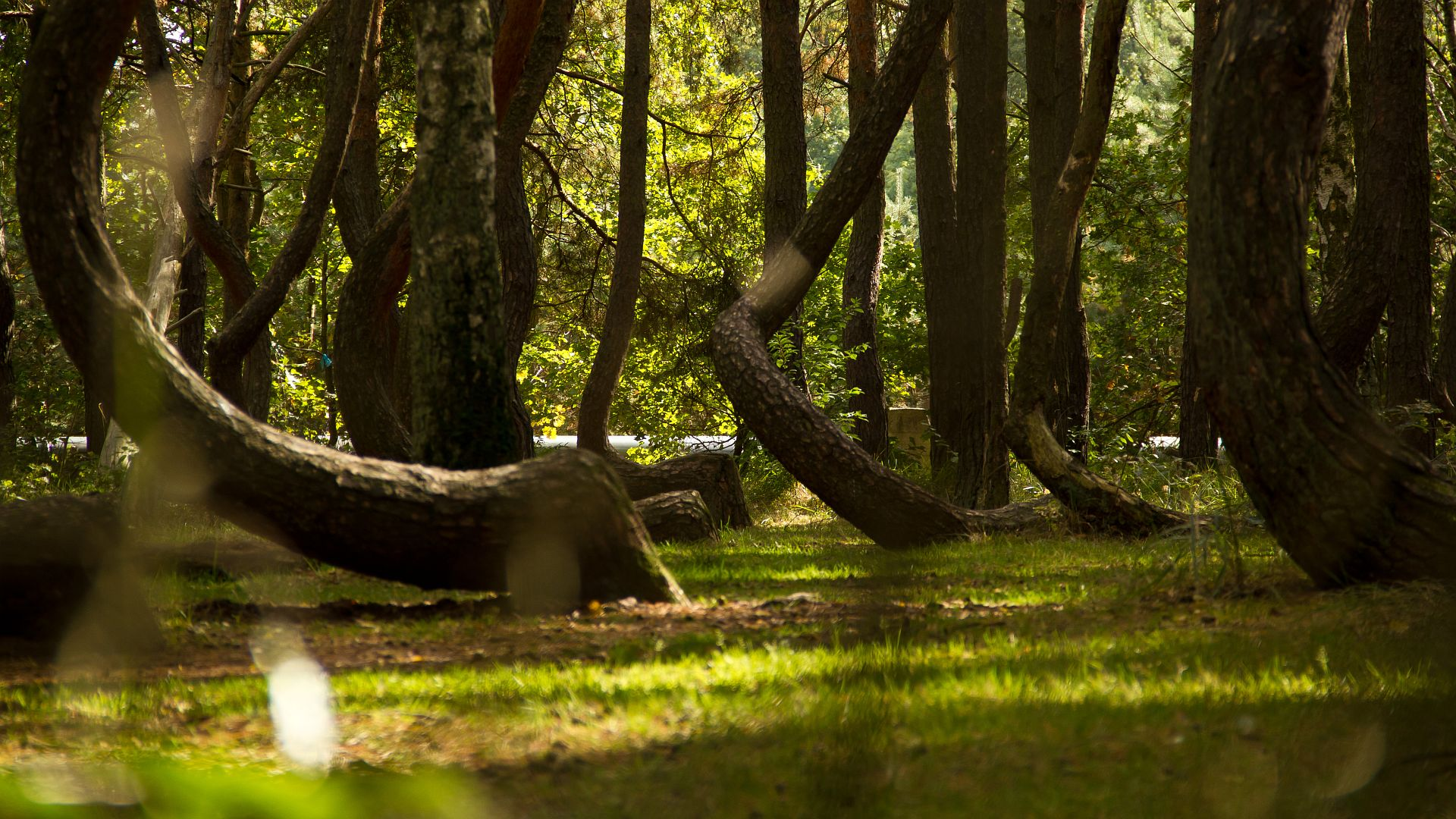
Bosc tort, Nowe Czarnowo

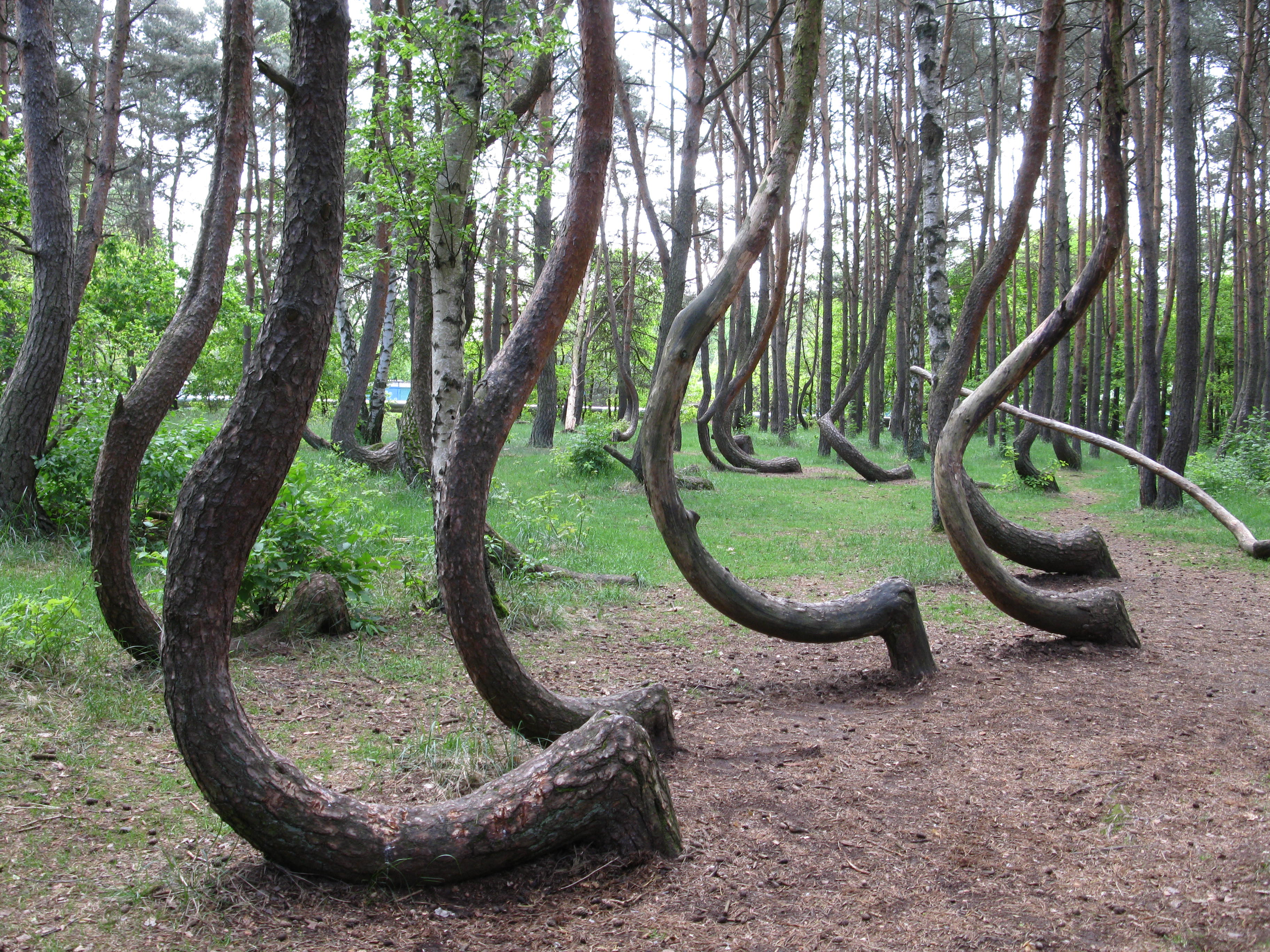
Bosc tort

El Bosc Tort (polonès: Krzywy Las), és un bosc amb pins de forma estranya localitzat a fora de Nowe Czarnowo a prop de la ciutat de Gryfino, de Pomerània Occidental, Polònia.
Aquest bosc amb 400 pins va ser plantat l'any 1930, quan encara es trobava a la província Germana de Pomerània.
Cada pi es corba bruscament cap al Nord just a sobre del sòl i torna a corbar-se cap amunt després d'una excursió lateral de 1 a 3 metres. Es creu que es va fer servir alguna mena de tècnica o eina humana per fer als pins créixer d'aquesta manera però actualment es desconeixen tant els motius com el mètode. S'ha especulat que els arbres es van corbar d'aquesta manera per crear fusta corba natural per fer servir en mobles o barques. D'altres suggereixen la possibilitat que una Tempesta de neu podria haver corbat els arbres d'aquesta forma, però avui dia ningú sap que va passar-li als pins.